# Xie Fei
Xie Fei (Chinees: 谢飞) (Yan'an, 14 augustus 1942) is een Chinees filmregisseur en scenarioschrijver.
Op het Internationaal Filmfestival van Berlijn won ze met de film Black Snow uit 1990 de Zilveren Beer en met Woman Sesame Oil Maker uit 1993 de Gouden Beer. Op hetzelfde festival werd ze lid van de jury vanaf 2001. Op het St. Louis International Film Festival won ze met de film The Song of Tibet uit 2001 de Interfaith Award.

## Filmografie
| Film                             | Chinees  | Jaar | Genre     | Rol                 |
| -------------------------------- | -------- | ---- | --------- | ------------------- |
| Haixa                            | -        | 1975 | filmdrama | assistent regisseur |
| The Guide                        | -        | 1979 | filmdrama | regisseur           |
| Our Fields                       | -        | 1983 | filmdrama | regisseur/schrijver |
| A Girl from Hunan                | 湘女萧萧 | 1986 | filmdrama | regisseur           |
| Black Snow                       | 本命年   | 1990 | filmdrama | regisseur           |
| The Sun on the Roof of the World | -        | 1992 | filmdrama | regisseur           |
| Woman Sesame Oil Maker           | 香魂女   | 1993 | filmdrama | regisseur           |
| A Mongolian Tale                 | 黑骏马   | 1995 | filmdrama | regisseur           |
| The Song of Tibet                | 益西卓玛 | 2000 | filmdrama | regisseur           |